# Слобозия-Мэгура
Слобозия-Мэгура (рум. Slobozia-Măgura) — село в Сынжерейском районе Молдавии. Наряду с селом Бурсучены входит в состав коммуны Бурсучены.

## География
Село расположено на высоте 115 метров над уровнем моря.

## Население
По данным переписи населения 2004 года, в селе Слобозия-Мэгура проживает 433 человека (218 мужчин, 215 женщин).
Этнический состав села:
| Национальность | Число жителей | Процентный состав |
| -------------- | ------------- | ----------------- |
| молдаване      | 426           | 98.38             |
| румыны         | 6             | 1.38              |
| русские        | 1             | 0.23              |
| Всего          | 433           | 100 %             |